# Ján X. Druget
Jan X. Druget(h) (maďarsky III. Drugeth János) byl uherský šlechtic z humenské větve rodu Drugetů.

## Život
Jediný syn Jiřího III. Drugeta Jan, v drugetovské dynastii desátý, se narodil roku 1609. Podobně jako jeho předchůdci, tak i on se stává županem Zemplínské stolice a v roce 1635 už jako 26letý je ustanoven hlavním generálem města Košic a současně kuriálním soudcem města. Z jeho pověřovací listiny se dozvídáme, že v kamenném hradě Jasenov byla tehdy komora (pokladna) drugetovského rodu, kterou dnem i nocí hlídalo 15 hajduků.
Jan Druget byl více vojákem než diplomatem. Zápisy udávají, že v roce 1627 zvítězil nad přesilou Turků, kteří přišli na pozvání Gabriela Bethlena. Byl přívržencem Habsburků a prosazoval rekatolizaci.
Jeho působením došlo k uzavření církevní unie na hradě Užhorod. Užhorodskou unií došlo k začátku sjednocovacího procesu řeckých katolíků s Římem.
Po roce 1644 rákociovská vojska zabavují jeho majetky a hrady Jasenov a Brekov bourají. Jan Druget zemřel 22. listopadu 1644.